# Bad Hersfeld
Bad Hersfeld település Németországban, Hessen tartományban. Lakosainak száma 30 770 fő (2023. december 31.).

## Fekvése
Neukirchentől keletre, a Fulda folyóba ömlő Haune, Geis és Solz torkolatánál, a Vogelsberg- és a Knüll-hegység (Knüllgebirge) között fekvő település.

## Története

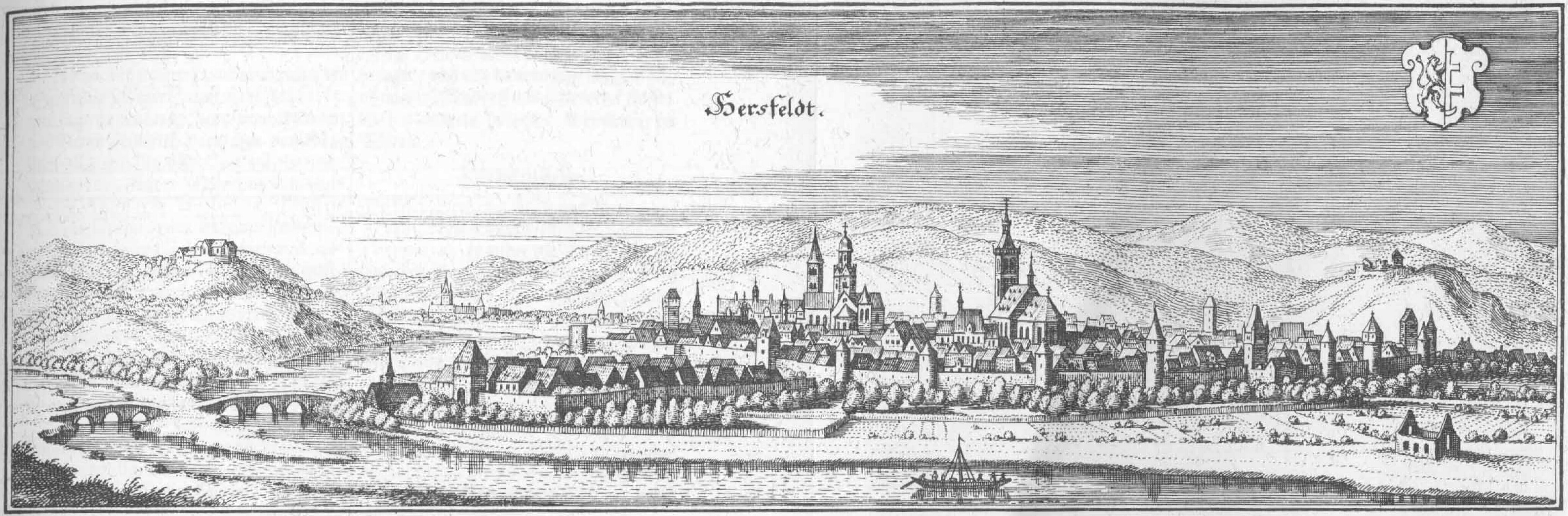

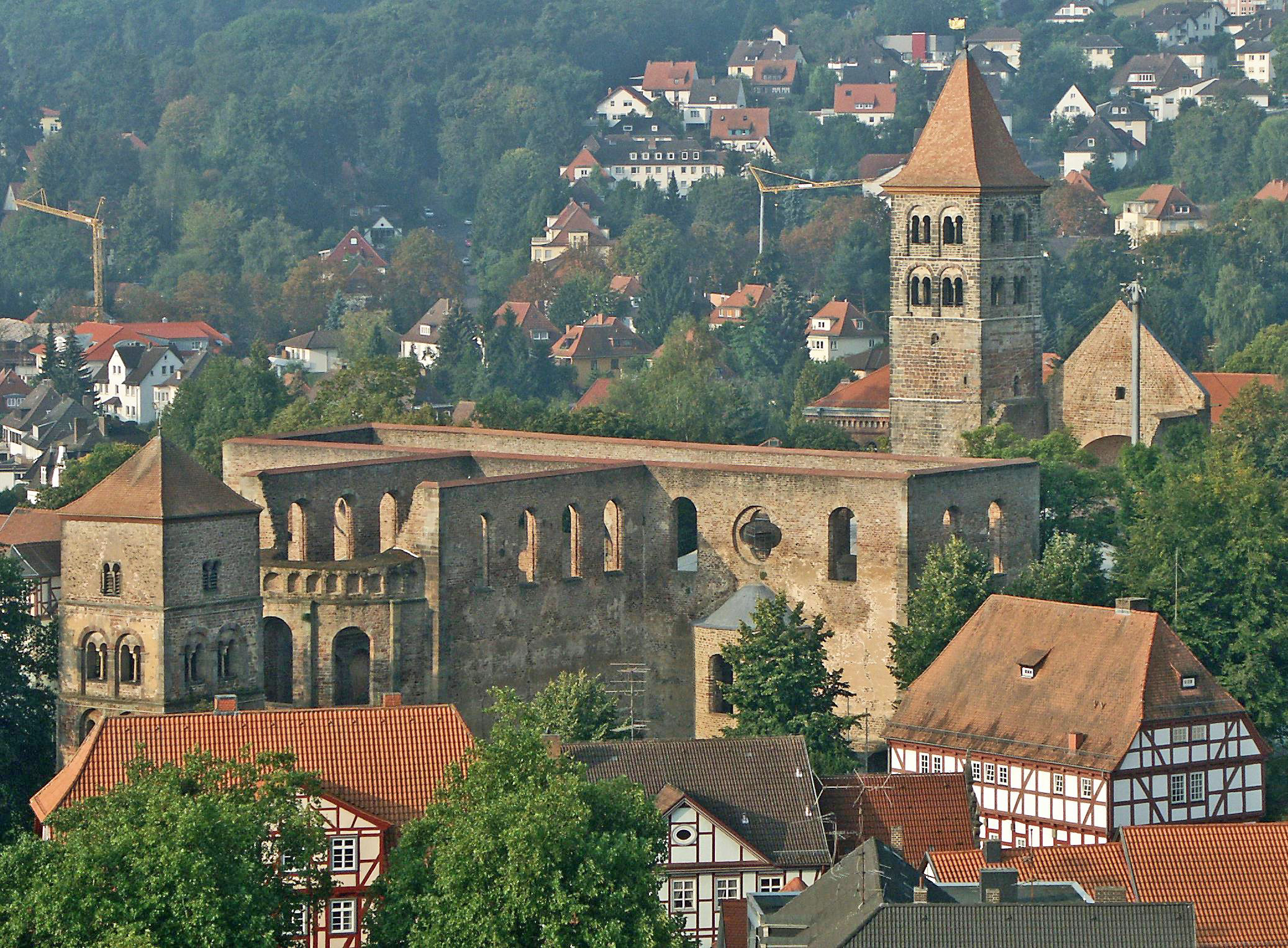

769-ben Szent Lullus, Szent Bonifác püspök utóda alapította a mainzi érsekséghez tartozó Haerulsfield-kolostort, amelyet később Türingia missziós központjaként tartottak számon és amely német földön a korai középkor szellemi központjává lett. Első nagy bazilikáját 850-ben avatták fel, de az ezredfordulón leégett, majd 1144-ben újjáépítették. A templomot 1761-ben a franciák gyújtották fel, azóta romos állapotú. A még ma is hatásos épület, a Stiftssruine előtt ünnepi játékokat rendeznek minden év júniusában.
Óvárosa is figyelemre méltó: a Markplatzon a polgárházak fölé emelkedik a Városi templom (Stadtskirche St. Vitus und Antonius) tornya.
A 17. század elején Hans Weber ácsmester által épített favázas házak; így többek között a Kirschplatzon is külön figyelmet érdemelnek.
A reneszánsz városháza (Rathaus) a 17. század végén épült.
1904-ben nyitották meg újból a már a Harmincéves háború idején is létező forrást. A vérkeringési zavarok, gyomorbántalmak  és más hasonló betegségeket gyógyító vízének hasznosítására fürdőket építettek.

## Galéria

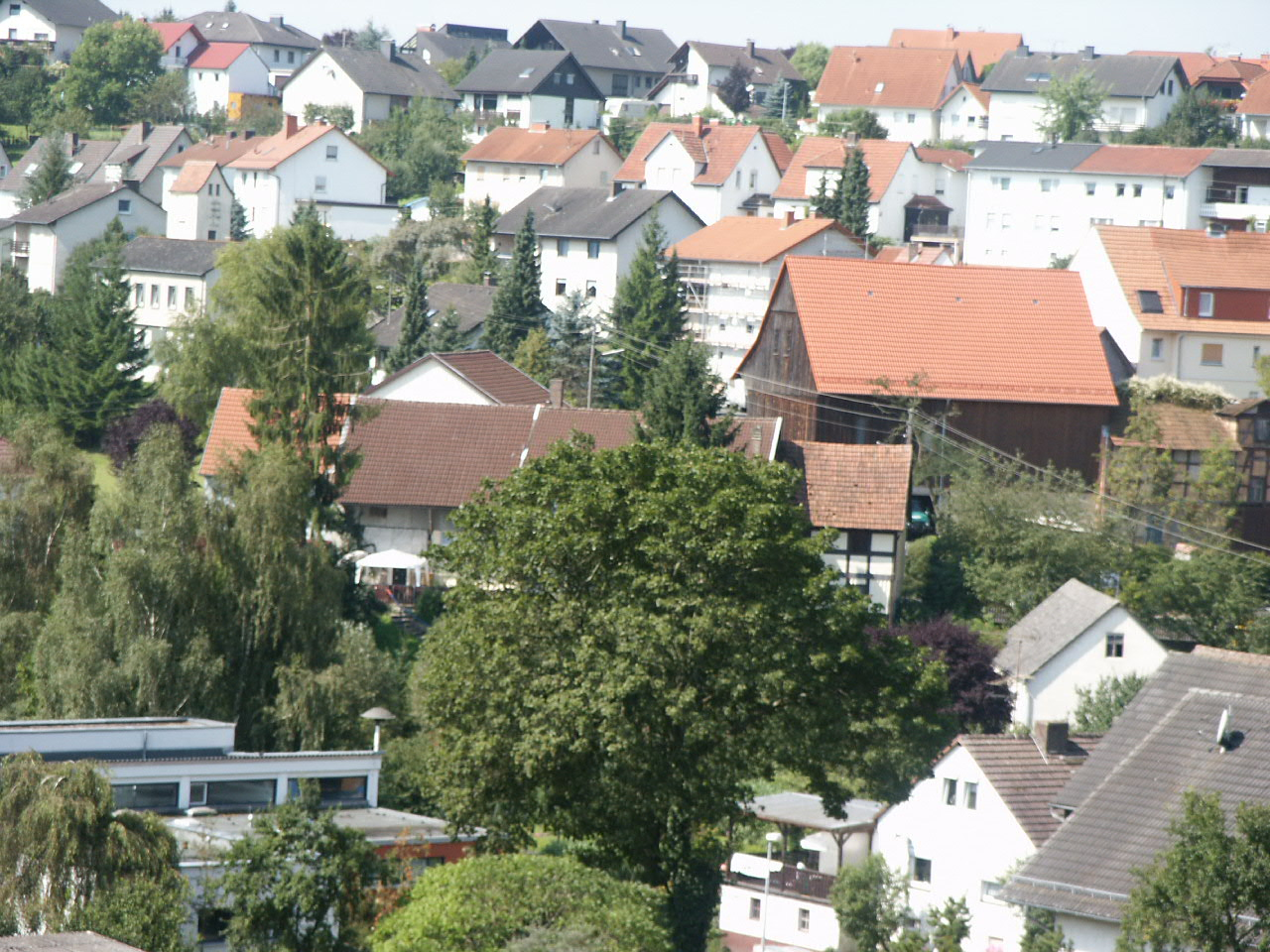
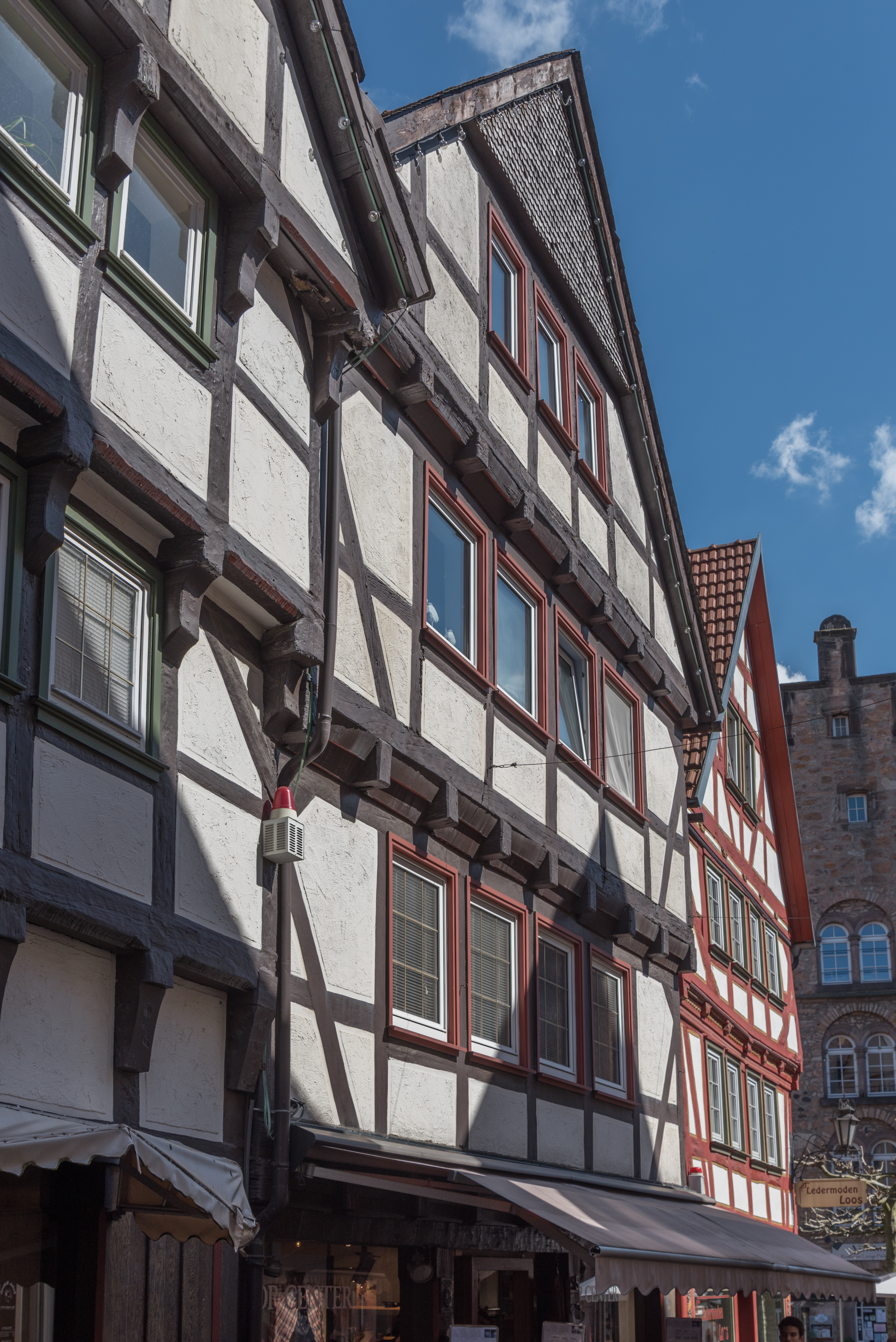
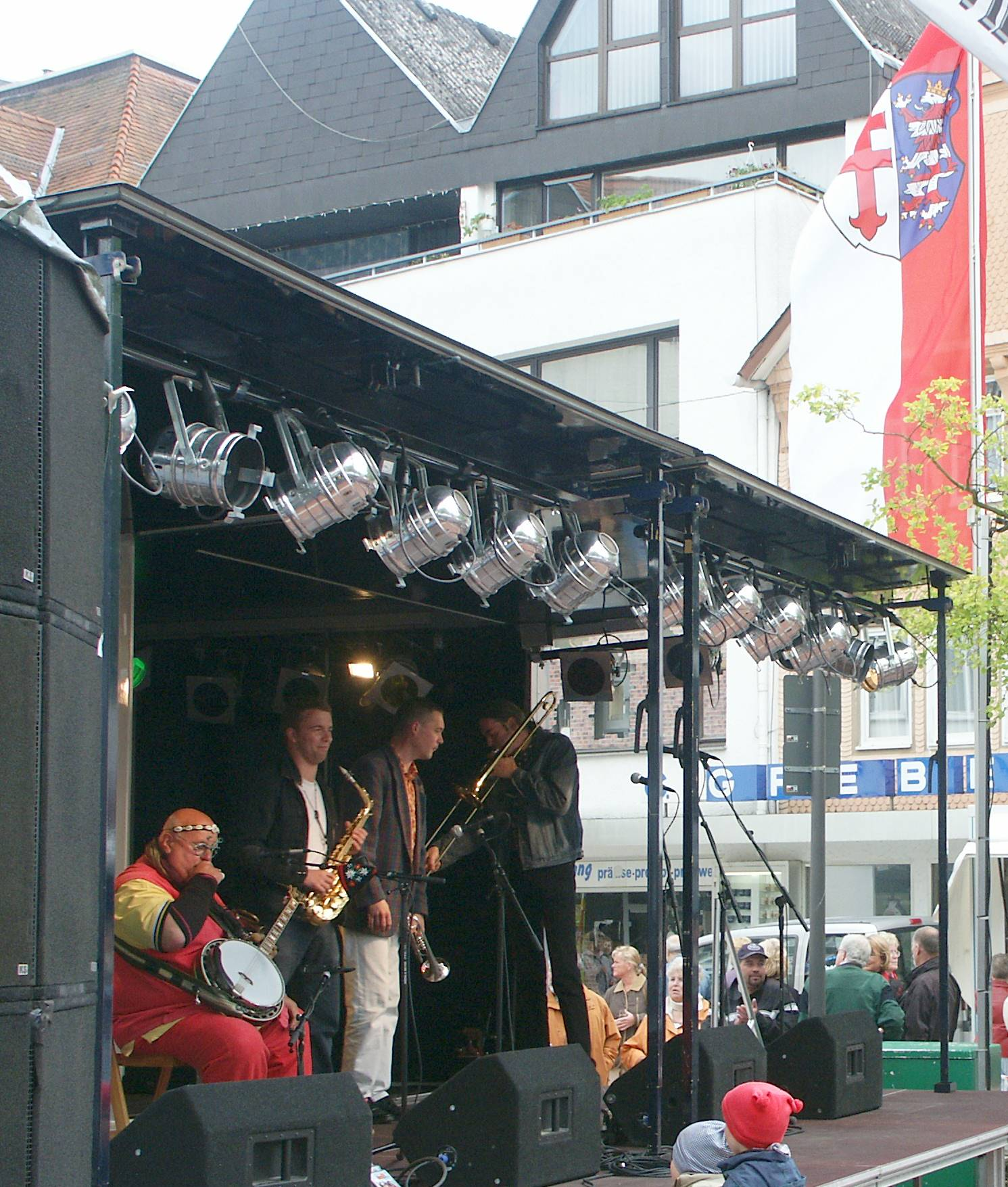
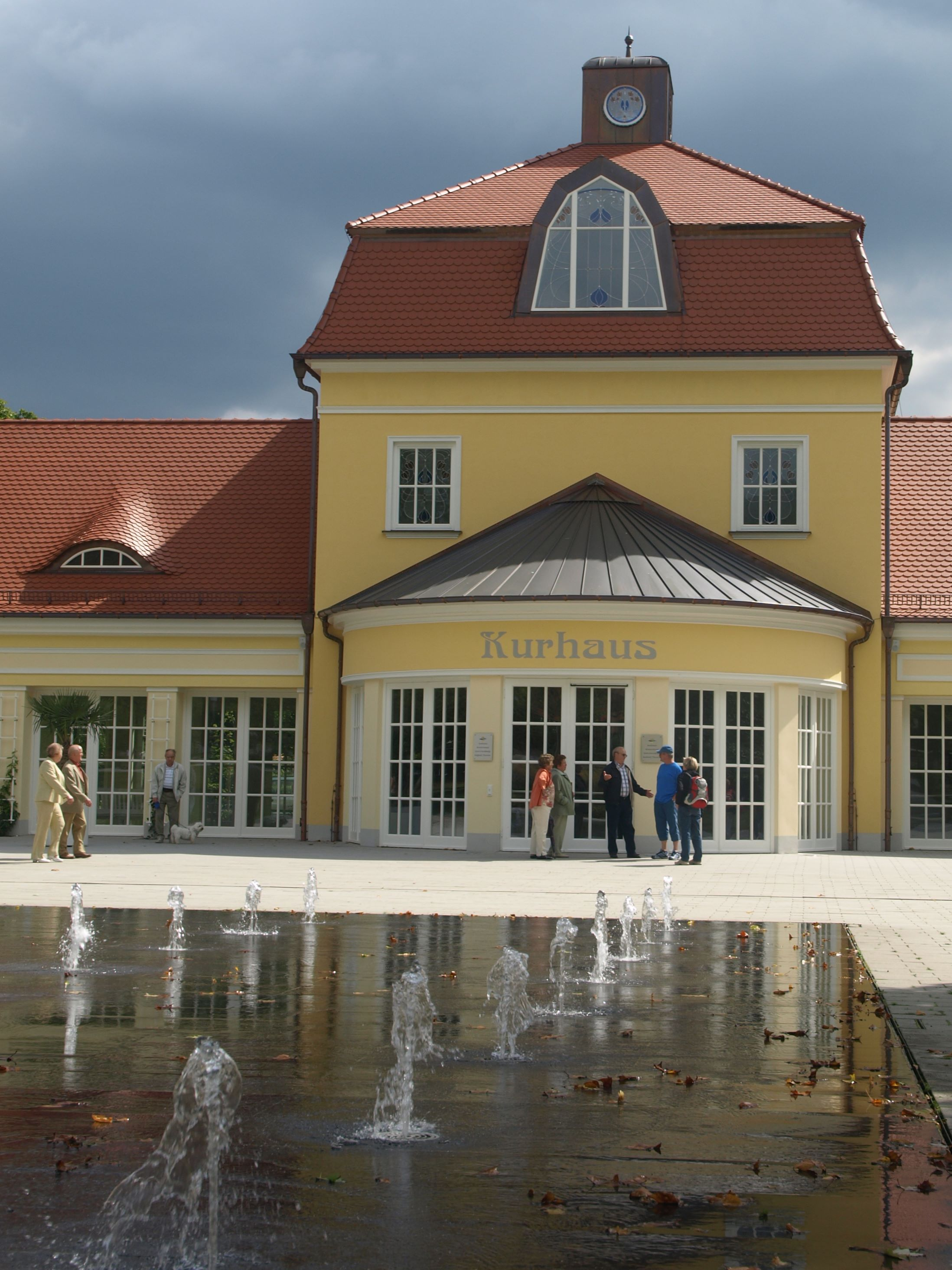
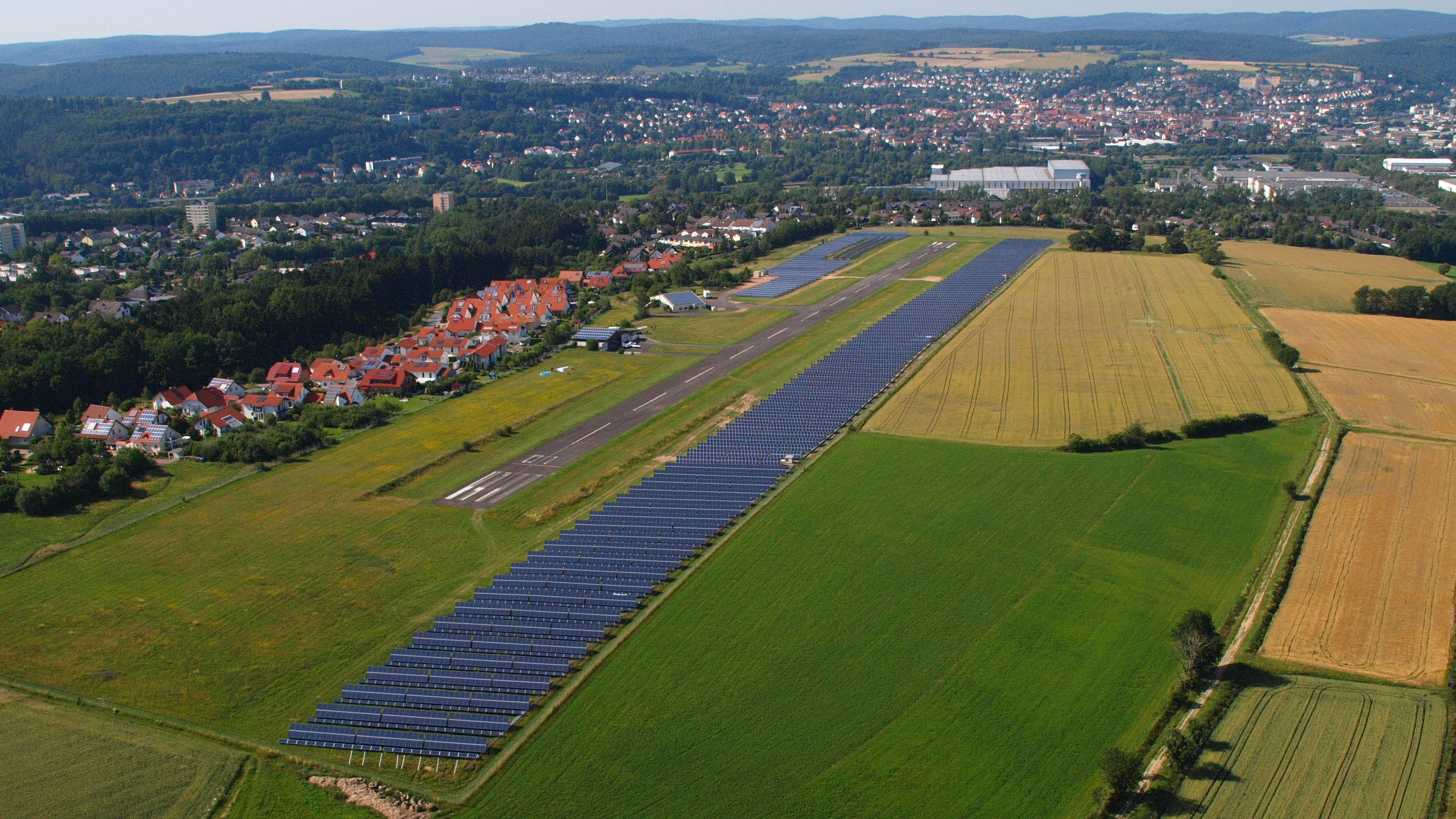
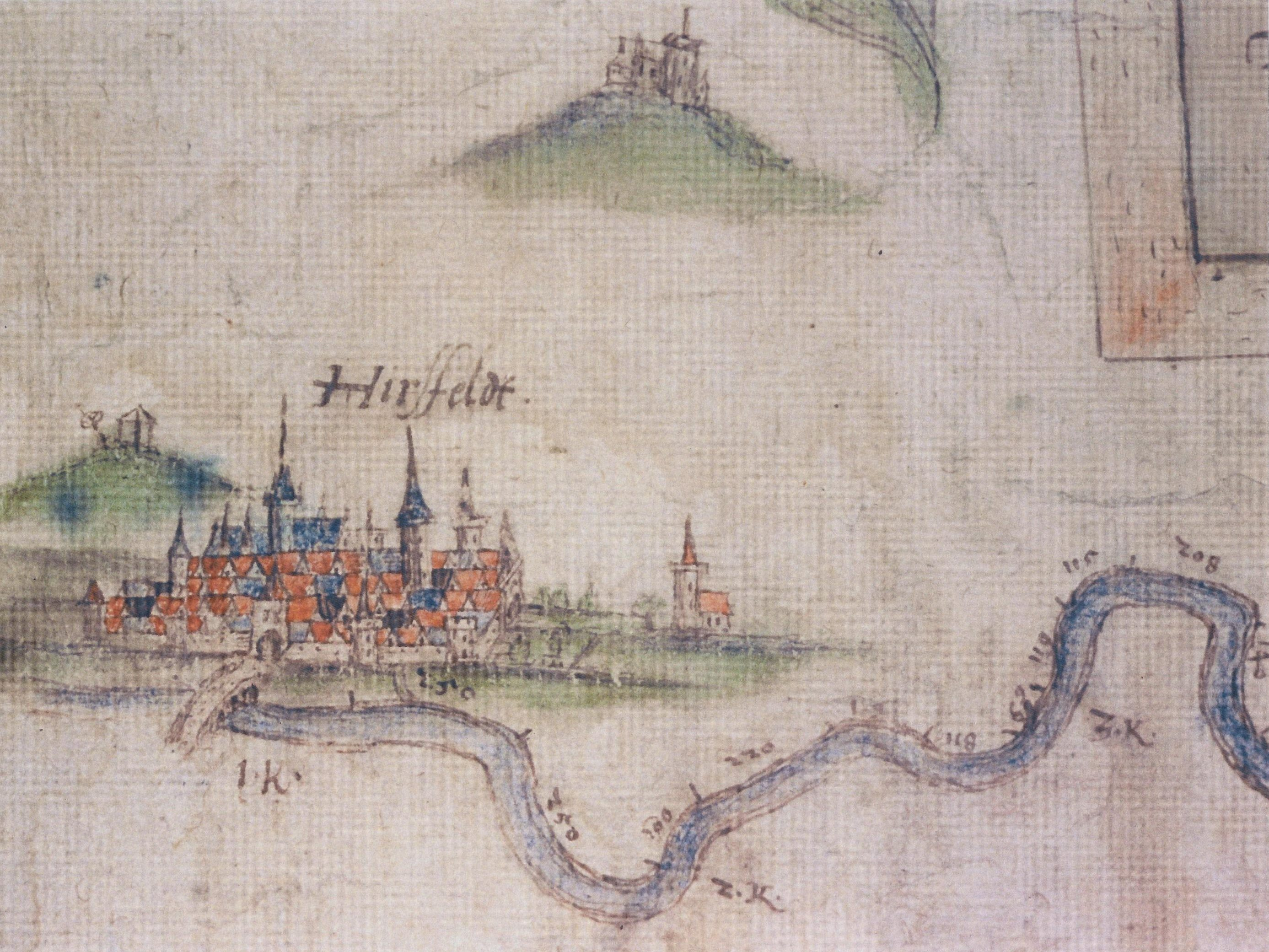

## Nevezetességek
- Favázas házak
- Városháza

## Népesség
A település népességének változása:
| Lakosok száma | 29 116 | 29 767 | 29 800 | 30 101 | 30 652 | 30 770 |
|               | 2015   | 2017   | 2019   | 2021   | 2022   | 2023   |